# Blossfeldia
Blossfeldia és un gènere de la família Cactaceae que inclou només una sola espècie: blossfeldia liliputana, potser el més petit de tots els cactus.

## Característiques
Com un botó verd fosc, solitari o amb moltes tiges formant colònies en les fissures de les roques, sense costelles o tubercles, d'1,2 cm de diàmetre. Espines absents. Les flors surten de l'àpex de la tija, de 0,5 a 1 cm de llarg i 0,5 cm de diàmetre, de color blanc. Fruit globós, vermell. Llavors marrons molt petites i llanoses.

## Hàbitat
En els Andes, al sud de Bolívia i al nord i nord-oest de l'Argentina.